# Eleições legislativas na Escócia em 2003
As eleições legislativas na Escócia em 2003 foram realizadas a 1 de Maio e, serviram para eleger os 129 deputados do parlamento regional.
O Partido Trabalhista Escocês voltou a vencer as eleições, mas, perdeu, cerca de 4% dos votos, caindo dos 38% dos votos para os 34% deputados, e, perdendo 6 deputados, ficando com 50 deputados.
O Partido Nacional Escocês foi o grande derrotado, obtendo um péssimo resultado, ficando pelos 23% no distrito eleitoral e pelos 21% na lista regional, perdendo 8 deputado, obtendo, apenas, 27 deputados.
O Partido Conservador Escocês e os Liberal Democratas Escoceses obtiveram resultados semelhantes aos de 1999, mantendo os 18 deputados e 17 deputados, respectivamente.
Os grandes vencedores foram os partidos mais pequenos, como o Partido Verde Escocês, que conquistou 7 deputados, e o Partido Socialista Escocês, que obteve 6 deputados.
A coligação governativa entre trabalhistas e liberal-democratas foi renovada, mantendo-se no governo regional.

## Resultados Oficiais
| Partido      | Partido                        | Distrito Eleitoral | Distrito Eleitoral | Distrito Eleitoral | Distrito Eleitoral | Distrito Eleitoral | Regional  | Regional | Regional | Regional  | Regional | Total     | +/-     |
| Partido      | Partido                        | Votos              | %                  | +/-                | Deputados          | +/-                | Votos     | %        | +/-      | Deputados | +/-      | Total     | +/-     |
| ------------ | ------------------------------ | ------------------ | ------------------ | ------------------ | ------------------ | ------------------ | --------- | -------- | -------- | --------- | -------- | --------- | ------- |
|              | Partido Trabalhista Escocês    | 659 879            | 34,6               | 4,2                | 46 / 73            | 7                  | 561 379   | 29,3     | 4,3      | 4 / 56    | 1        | 50 / 129  | 6       |
|              | Partido Nacional Escocês       | 449 476            | 23,8               | 4,9                | 9 / 73             | 2                  | 399 659   | 20,9     | 6,4      | 18 / 56   | 10       | 27 / 129  | 8       |
|              | Partido Conservador Escocês    | 312 598            | 16,6               | 1,0                | 3 / 73             | 3                  | 296 929   | 15,5     | 0,1      | 15 / 56   | 3        | 18 / 129  | Estável |
|              | Liberal Democratas Escoceses   | 286 150            | 15,3               | 1,1                | 13 / 73            | 1                  | 225 774   | 11,8     | 0,6      | 4 / 56    | 1        | 17 / 129  | Estável |
|              | Partido Verde Escocês          | -                  | -                  | -                  | -                  | -                  | 132 138   | 6,9      | 3,3      | 7 / 56    | 6        | 7 / 129   | 6       |
|              | Partido Socialista Escocês     | 117 709            | 6,2                | 5,2                | 0 / 73             | Estável            | 128 026   | 6,7      | 4,7      | 6 / 56    | 5        | 6 / 129   | 5       |
|              | Partido Socialista Trabalhista | -                  | -                  | -                  | -                  | -                  | 21 657    | 1,1      | 1,3      | 0 / 56    | Estável  | 0 / 129   | Estável |
|              | Outros                         | 50 820             | 3,4                | 2,5                | 2 / 73             | 2                  | 150 294   | 7,9      | 3,3      | 2 / 56    | 2        | 4 / 129   | 4       |
| Total        | Total                          | 1 891 335          | 100                |                    | 73 / 73            |                    | 1 915 856 | 100      |          | 56 / 56   |          | 129 / 129 |         |
| Participação | Participação                   |                    | 49,4               | 9,7                |                    |                    |           | 49,4     | 9,7      |           |          |           |         |